# Звейндрехт
Звейндрехт (на нидерландски: Zwijndrecht) е селище в Северна Белгия, провинция Антверпен. Разположено е на левия бряг на река Схелде, на 3 km западно от центъра на град Антверпен. Населението му е около 18 200 души (2006).
В Звейндрехт е роден политикът Лео Тиндеманс (1922-2014).